# Standfigur der Nofretete (Berlin 21263)
Die Standfigur der Nofretete mit der Inventarnummer Berlin 21263 befindet sich heute im Ägyptischen Museum Berlin. Sie wird in die frühe Amarna-Zeit datiert.
Als „Große königliche Gemahlin“ nahm Nofretete in der Geschichte des Alten Ägyptens eine Sonderrolle ein. Deshalb sind von ihr auch diverse rund- und flachplastische Darstellungen erhalten. Nahezu komplette Statuen sind jedoch selten. Die um das Jahr 1350 v. Chr. datierte 40 cm hohe Standfigur der Berliner Sammlung aus Kalkstein gilt unter diesen erhaltenen Exemplaren als die Herausragendste. Es ist eines der Hauptwerke der realistischen Phase der Amarnakunst.
Die Statue wurde 1920 bei einer Ausgrabung durch die Deutsche Orient-Gesellschaft im Haus P 47,2, dem Bildhaueratelier des Oberbildhauers Thutmosis, in Tell el Amarna gefunden. Sie wurde von James Simon erworben, der sie dem Ägyptischen Museum schenkte. Die Figur war beim Fund in mehrere Teile zerbrochen und ist auch heute noch unvollständig. So fehlt fast der komplette rechte Arm, Teile des linken Oberarms, Teile der Ohren, der Zehen und der Brustwarzen. Die Unterschenkel sind eine moderne Ergänzung. Die Vorzeichnungen auf dem Material zeigen an, dass sich die kleine Statue erst in einer Zwischenstufe der Fertigstellung befand. Es ist deshalb anzunehmen, dass noch einige Korrekturen vorgenommen werden sollten. Die farbliche Wiedergabe einiger Konturen, vor allem des Gesichts, sollte wahrscheinlich die bislang erzielte Bildwirkung besser überprüfen helfen.

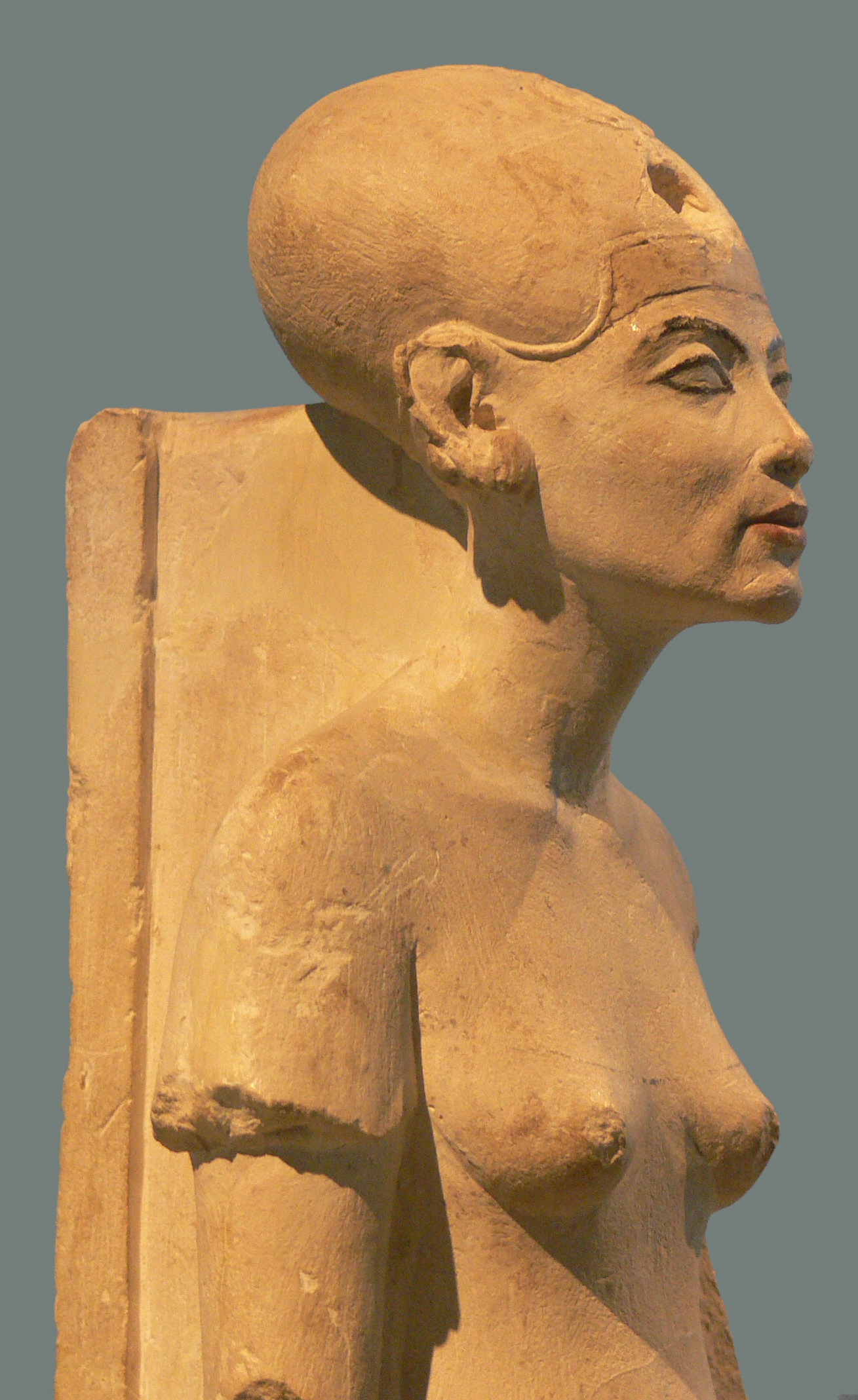
Standfigur, Seitenansicht Oberteil

Nofretete wird mit dem linken Bein leicht ausschreitend gezeigt. Sie steht auf einer Basisplatte. Die Rückseite der Skulptur wird durch einen Steg mit einem vom Boden bis zum Hinterkopf reichenden Rückenpfeiler verbunden. Nofretete trägt Sandalen und ein durchsichtiges Gewand, das nur durch Ärmelansätze an den Armen erkennbar ist. Darunter zeichnen sich die Körperkonturen ab. Nofretetes Gewand muss sich der Betrachter als fast durchsichtig vorstellen. Diese Form der Darstellung ist typisch für die Kunst der Amarna-Zeit. Die Königin ist als nicht mehr junge Frau nach der Geburt mehrerer Kinder dargestellt. Das somit als recht naturgetreue anzunehmende Bildnis der Königin entspricht damit nicht den bis dahin geltenden Schönheitsidealen in der altägyptischen Kunst. Sowohl das Gesicht wie auch der Bauch, das Gesäß und die Brüste zeigen in glaubhafter Weise Spuren des Alters. Diese Form der Gestaltung des menschlichen Körpers ist ein Novum in der ägyptischen Kunst.
Der Kopf der Königin wird von einer eng anliegenden Haube bekrönt. Darunter ist ein Stirnband sichtbar, an dem noch gelbe Farbreste erhalten sind. Über der Stirn ist ein Dübelloch sichtbar, in dem das aus Metall gefertigte Vorderteil der königlichen Uräusschlange befestigt war. Der restliche Schlangenkörper windet sich auf dem Haubenscheitel. Der Mund ist rot gefärbt, die Augenlider und Augenbrauen sind schwarz nachgezeichnet. An Hals und kurz über der Brust sind Reste einer weiteren schwarzen Vorzeichnung erkennbar, die einen breiten Schulterkragen andeuten.